# Agelaos (Sohn des Herakles)
Agelaos (altgriechisch Ἀγέλαος Agélaos) ist in der griechischen Mythologie einer der Herakleiden.
Agelaos ist der Sohn des Herakles und der Omphale. Von ihm stammt nach der Bibliotheke des Apollodor der lydische König Kroisos ab, wohingegen Herodot als Stammvater des lydischen Königshauses Alkaios nennt.
Bei Palaiphatos wird der Sohn des Herakles mit der Omphale Laomedes genannt, bei Diodor und Ovid findet sich der Name Lamos.

## Nachweise
1. ↑  Bibliotheke des Apollodor 2,7,8
2. ↑  Herodot, Historien 1,7
3. ↑  Palaiphatos 45
4. ↑  Diodor 4,31
5. ↑  Ovid, Heroides 9,54